# Аматорський драфт НХЛ 1977
Драфт НХЛ 1977 — відбувся в готелі «Маунт Роял» у Монреалі (Квебек).
Під час 15-го драфту НХЛ у 17-и раундах було обрано 185 хокеїстів. Першим номером драфту став Дейл Маккурт, якого обрав клуб «Детройт Ред Вінгз».

## Вибір за раундом
Нижче поданий список гравців, обраних на Драфті НХЛ 1977 року.
|  | = Всі зірки НХЛ |  |  | = Всі зірки НХЛ та Команда Усіх зірок НХЛ |  | = Члени Зали слави |

### Перший раунд
| #1 | Гравець         | Позиція              | Національність | Команда НХЛ          | Попередня команда             |
| -- | --------------- | -------------------- | -------------- | -------------------- | ----------------------------- |
| 1  | Дейл Маккурт    | центральний нападник | Канада         | Детройт Ред-Вінгс    | Гамільтон Фінкапс (ОХЛ)       |
| 2  | Баррі Бек       | захисник             | Канада         | Колорадо Рокіз       | Нью-Вестмінстер Брюїнс (ЗКХЛ) |
| 3  | Робер Пікар     | захисник             | Канада         | Вашингтон Кепіталс   | Монреаль Юніорс (ГЮХЛК)       |
| 4  | Єре Гілліс      | лівий крайній        | Канада         | Ванкувер Канакс      | Шербрук Касторс (ГЮХЛК)       |
| 5  | Майк Кромбін    | правий крайній       | Канада         | Клівленд Баронс      | Кінгстон Канадієнс (ОХЛ)      |
| 6  | Дуг Вілсон      | захисник             | Канада         | Чикаго Блекгокс      | Оттава 67-і (ОХЛ)             |
| 7  | Бред Максвелл   | захисник             | Канада         | Міннесота Норз-Старс | Нью-Вестмінстер Брюїнс (ЗКХЛ) |
| 8  | Люсьєн Деблуа   | правий крайній       | Канада         | Нью-Йорк Рейнджерс   | Сорель Еперв'є (ГЮХЛК)        |
| 9  | Скотт Кемпбелл  | захисник             | Канада         | Сент-Луїс Блюз       | Лондон Найтс (ОХЛ)            |
| 10 | Марк Непер      | правий крайній       | Канада         | Монреаль Канадієнс   | Бірмінгем Буллз (ВХА)         |
| 11 | Джон Андерсон   | правий крайній       | Канада         | Торонто Мейпл-Ліфс   | Торонто Мальборос (ОХЛ)       |
| 12 | Тревор Йогансен | захисник             | Канада         | Торонто Мейпл-Ліфс   | Торонто Мальборос (ОХЛ)       |
| 13 | Рон Дюгей       | центральний нападник | Канада         | Нью-Йорк Рейнджерс   | Садбері Вулвс (ОХЛ)           |
| 14 | Рік Сейлінг     | правий крайній       | Канада         | Баффало Сейбрс       | Гамільтон Фінкапс (ОХЛ)       |
| 15 | Майк Боссі      | правий крайній       | Канада         | Нью-Йорк Айлендерс   | Лаваль Націонал (ГЮХЛК)       |
| 16 | Дуайт Фостер    | правий крайній       | Канада         | Бостон Брюїнс        | Кітченер Рейнджерс (ОХЛ)      |
| 17 | Кевін Маккарті  | захисник             | Канада         | Філадельфія Флайєрс  | Вінніпег Монархс (ЗКХЛ)       |
| 18 | Норм Дюпон      | лівий крайній        | Канада         | Монреаль Канадієнс   | Монреаль Юніорс (ГЮХЛК)       |

### Другий раунд
| #2 | Гравець       | Позиція              | Національність | Команда НХЛ          | Попередня команда               |
| -- | ------------- | -------------------- | -------------- | -------------------- | ------------------------------- |
| 20 | Майлз Захарко | захисник             | Канада         | Ванкувер Канакс      | Нью-Вестмінстер Брюїнс (ЗКХЛ)   |
| 22 | Джефф Бандура | захисник             | Канада         | Атланта Флеймс       | Портланд Вінтер Гокс (ЗКХЛ)     |
| 25 | Дейв Семенко  | лівий нападник       | Канада         | Міннесота Норз-Старс | Брендон Віт-Кінгс (ЗКХЛ)        |
| 33 | Джон Тонеллі  | центральний нападник | Канада         | Нью-Йорк Айлендерс   | Х'юстон Аерос (ВХА)             |
| 35 | Том Горенс    | правий нападник      | США            | Філадельфія Флаєрс   | Університет Міннесоти (НКАА)    |
| 36 | Род Ленгвей   | захисник             | США            | Монреаль Канадієнс   | Університет Нью-Гемпшира (НКАА) |

### Решта раундів
| Раунд #1 | Гравець          | Позиція              | Національність | Команда НХЛ         | Попередня команда                |
| --- | ---------------- | -------------------- | -------------- | ------------------- | -------------------------------- |
| Р#3 |                  |                      |                |                     |                                  |
| 37 | Рік Васко        | захисник             | Канада         | Детройт Ред Вінгз   | Пітерборо Пітс (ОХЛ)             |
| 40 | Глен Генлон      | воротар              | Канада         | Ванкувер Канакс     | Брендон Вет Кінгс (ЗКХЛ)         |
| 48 | Кім Девіс        | центральний нападник | Канада         | Піттсбург Пінгвінс  | Флін-Флон Бомберс (ЗКХЛ)         |
| 50 | Гектор Маріні    | правий крайній       | Канада         | Нью-Йорк Айлендерс  | Садбері Вулвс (ГЮХЛК)            |
| 54 | Горді Робертс    | захисник             | США            | Монреаль Канадієнс  | Нью-Інгленд Вейлерс (ВХА)        |
| 57 | Кіт Краудер      | крайній нападник     | Канада         | Бостон Брюїнс       | Пітерборо Пітс (ОЮХЛ)            |
| Р#4 |                  |                      |                |                     |                                  |
| 58 | Мюррей Баннерман | воротар              | Канада         | Ванкувер Канакс     | Вікторія Кугарс (ЗКХЛ)           |
| 62 | Маріо Маруа      | захисник             | Канада         | Нью-Йорк Рейнджерс  | Квебек Ремпартс (ГЮХЛК)          |
| 66 | Марк Джонсон     | центральний нападник | США            | Піттсбург Пінгвінс  | Університет Вісконсин (НКАА)     |
| 68 | Білл Стюарт      | захисник             | Канада         | Баффало Сейбрс      | Кітченер Рейнджерс (ГЮХЛК)       |
| 72 | Джим Крейг       | воротар              | США            | Атланта Флеймс      | Бостонський університет (НКАА)   |
| Р#5 |                  |                      |                |                     |                                  |
| 73 | Джим Корн        | крайній нападник     | США            | Детройт Ред Вінгз   | Провіденс Коледж (НКАА)          |
| 87 | Маркус Маттссон  | воротар              | Фінляндія      | Нью-Йорк Айлендерс  | Ільвес Тампере (СМ-ліга)         |
| Р#7 |                  |                      |                |                     |                                  |
| 118 | Боббі Гоулд      | крайній нападник     | Канада         | Атланта Флеймс      | Університет Нью-Гемпшира (НКАА)  |
| Р#8 |                  |                      |                |                     |                                  |
| 131 | Ленс Нетері      | центральний нападник | Канада         | Нью-Йорк Рейнджерс  | Корнелльський університет (НКАА) |
| 135 | Піт Пітерс       | воротар              | Канада         | Філадельфія Флайєрс | Медісін Хет Тайгерс (ЗКХЛ)       |
| Р#9 |                  |                      |                |                     |                                  |
| 153 | Брюс Краудер     | крайній нападник     | Канада         | Філадельфія Флаєрс  | Нью-Гемпшир Вайлдкетс (НКАА)     |
| Р#10 |                  |                      |                |                     |                                  |
| 162 | Крейг Лафлін     | центральний нападник | Канада         | Монреаль Канадієнс  | Університет Кларксон (НКАА)      |
| Р#16 |                  |                      |                |                     |                                  |
| 184 | Вал Джеймс       | лівий нападник       | США            | Детройт Ред Вінгз   | Квебек Ремпартс (ГЮХЛК)          |
| Джерело: 1977 NHL Amateur Draft hockeydraftcentral.com. Архів оригіналу за 22 січня 2009. Процитовано 26 грудня 2008. |                  |                      |                |                     |                                  |